# Illa de Jaina

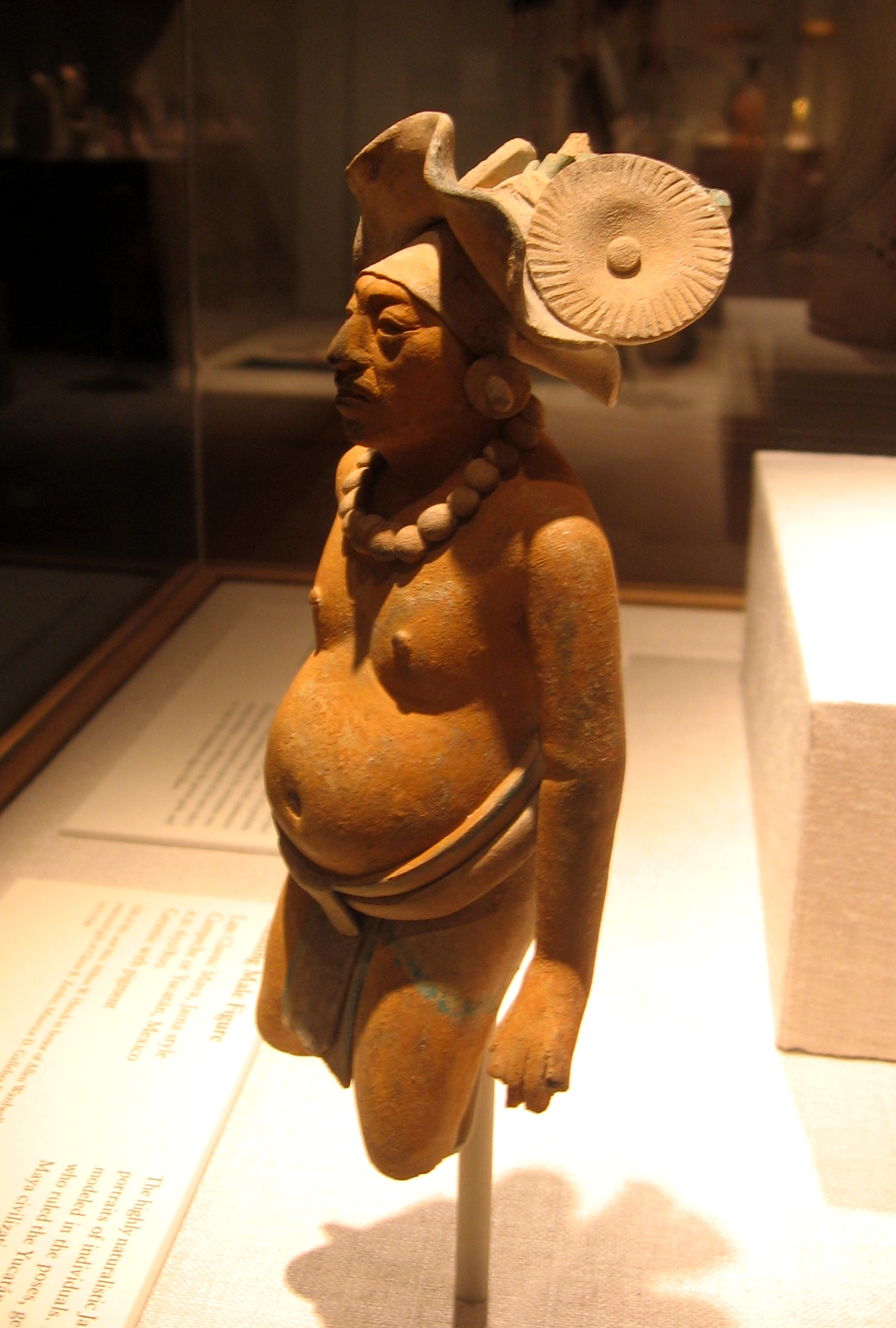
Estatueta de Jaina feta a mà que representa un home. Entre el 650-800

L'illa de Jaina es troba a la costa de la península de Yucatán i pertany a l'estat mexicà de Campeche. És una petita illa de naturalesa calcària i construïda artificialment, situada uns quaranta quilòmetres al nord de San Francisco de Campeche i a uns quinze al sud de l'illa de Piedras. Conté un important jaciment arqueològic maia que inclou una necròpolis els vestigis de la qual daten de l'any 600 fins al 1200, i el contingut de la qual s'ha classificat pels arqueòlegs en tres fases: Jaina I (600-800); Jaina II (800-1000) i Ca Pech (1000-1200).

## El jaciment arqueològic

L'illa de Jaina i altres regions maies veïnes del litoral de la península de Yucatán

Tant l'illa de Jaina com la de Piedras i Uaymil tenien petits assentaments maies. Jaina es va establir cap al 300, i sembla que fou abandonada cap a 1200. L'ocupació principal de l'illa tingué lloc cap a la fi d'aquest període, en el clàssic tardà. Els vestigis actuals són dos grups d'edificis al voltant de places i un joc de pilota.
El més significatiu del lloc està més vinculat a la necròpolis de membres de l'elit que conté unes vint mil tombes o enterraments, dels quals més de mil han estat excavats i valorats arqueològicament. En cada enterrament els cossos s'acompanyen de peces de ceràmica i objectes de material vitri, així com d'una o més figuretes de ceràmica, que solien ser damunt del pit del cadàver o a les seues mans.
El nom de l'illa (Jaina) probablement deriva del terme maia jail-na, que significa 'casa d'aigua'. La situació cap a l'oest d'aquest lloc, com a necròpolis, també podria estar vinculada a la creença maia que cap a aquest punt cardinal era el món dels morts, «on el sol es pon».
Com sembla evident, els morts soterrats a la necròpoli no corresponen a habitants de l'illa, o, si més no, no pas íntegrament, sinó que la majoria devia provenir de morts ocorregudes a Edzná o a la propera regió dels chenes o Puuc.

## Les figures
A causa de la gran quantitat trobada a l'illa, aquestes estatuetes es coneixen com a "figures d'estil jaina", independentment que s'hagen trobat a l'illa o no. Aquestes estatuetes funeràries són molt més nombroses de fet en els llocs maies de l'interior, com ara al delta del riu Usumacinta.
Les primeres figures d'estil jaina són naturalistes, delicadament detallades i "considerades en general com les millors figures d'art produïdes en l'antiga Amèrica". Tot i que s'han trobat tant figures sòlides com buides, en predominen aquestes darreres i solen estar equipades amb un xiulet o amb boletes d'argila dintre; se'n desconeix la funció exacta dels xiulets, cascavells i de les estatuetes. Fetes en argila ataronjada i policromes, amb predomini d'ocres i blaus, tenen entre 25 i 65 cm d'alçada, rarament més. Van ser produïdes com a aixovar funerari i poques o cap se'n feren a l'illa, sinó que solien procedir de tallers de Jonuta, a certa distància al sud i a l'oest.
Creades en estil realista, són un preciós tresor que permet albirar l'aspecte físic, vestits i vida quotidiana de l'elit maia de finals del Període Clàssic. Els detalls en adorns i eines permeten saber-ne l'estatus social i ofici. Solen dividir-se en tres fases:
Jaina I (600-800): quasi totes les figures són fetes a mà, amb pigments aplicats en l'argila cuita i mostren major finor i naturalisme, fins i tot amb trets singulars que fan que alguns experts parlen d'autèntics retrats.
Jaina II (800-1000): la majoria de figures són fetes a partir de motles, sovint amb afegits de tires i adorns d'argila. Això va augmentar la producció, però disminueix les oportunitats artístiques, per la qual cosa les figuretes són en general menys singulars que les de la fase anterior.
Jaina III o Fase Campeche (1000-1200): adopta el mètode de motle, i les figures sovint són emblanquinades. La majoria en representen una dona dempeus amb els braços aixecats, identificada amb la dea Xochiquetzal, acaba sent tan freqüent que en supera qualsevol altre tipus, i això indica que les pràctiques funeràries foren influenciades per una nova ideologia, probablement importada.

## Galeria de figures en ceràmica de l'illa

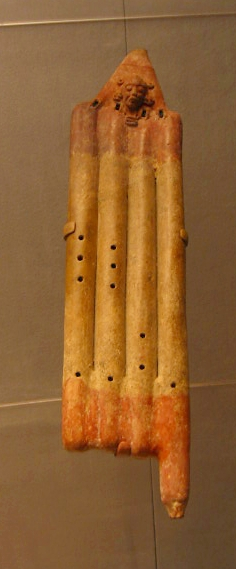
Flauta en ceràmica amb cap en miniatura
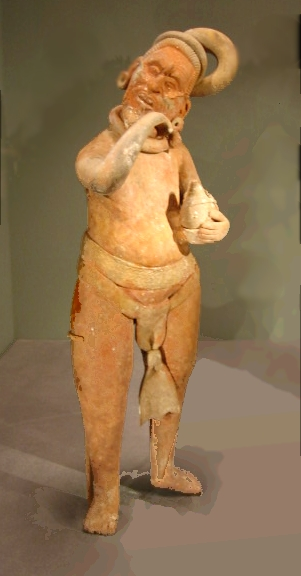
Borratxo, bevent d'una carabassa (400-800)
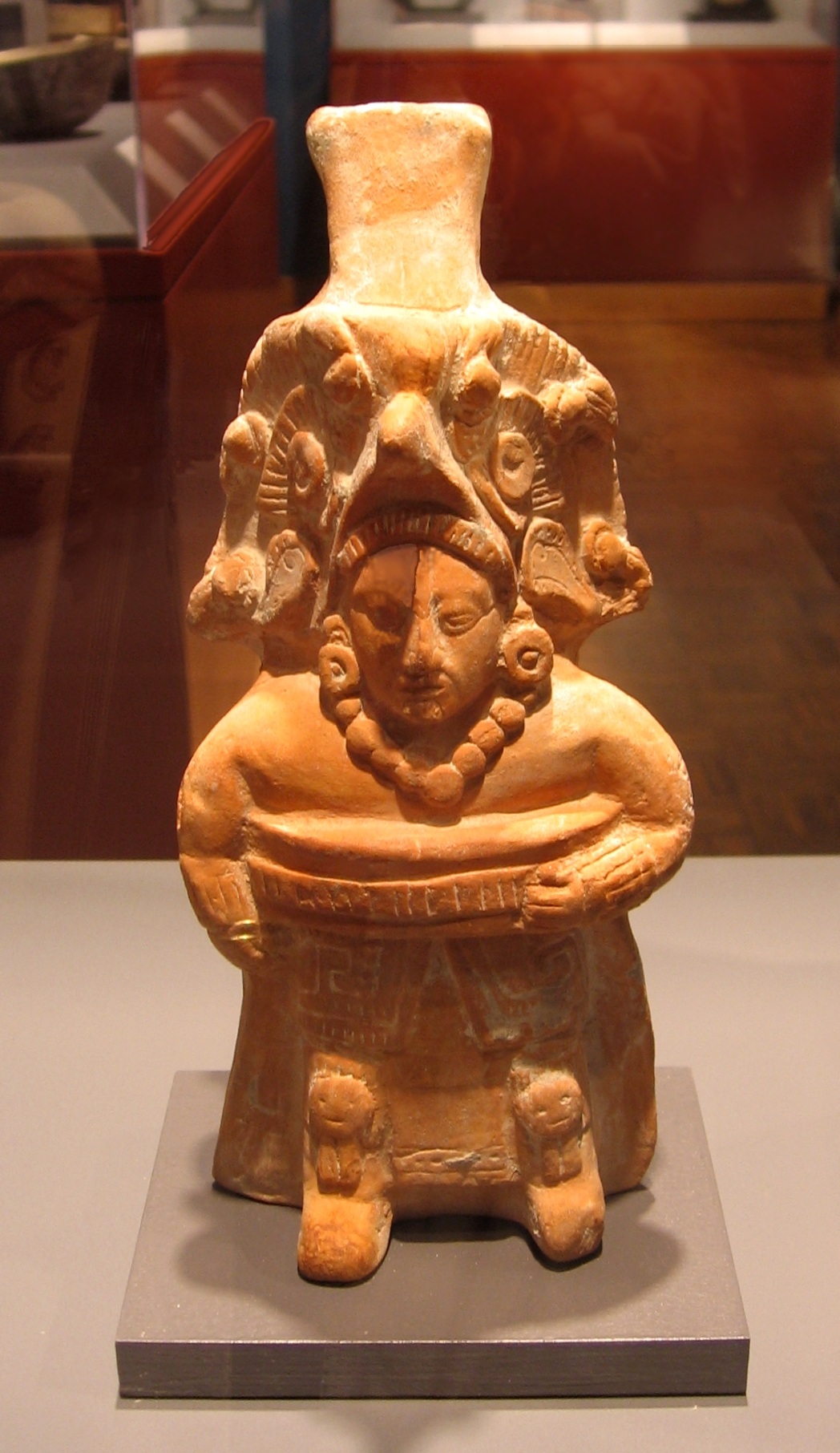
Jugador de pilota, identificable pel cinyell i genolleres, en motle (600-900); també servia de xiulet
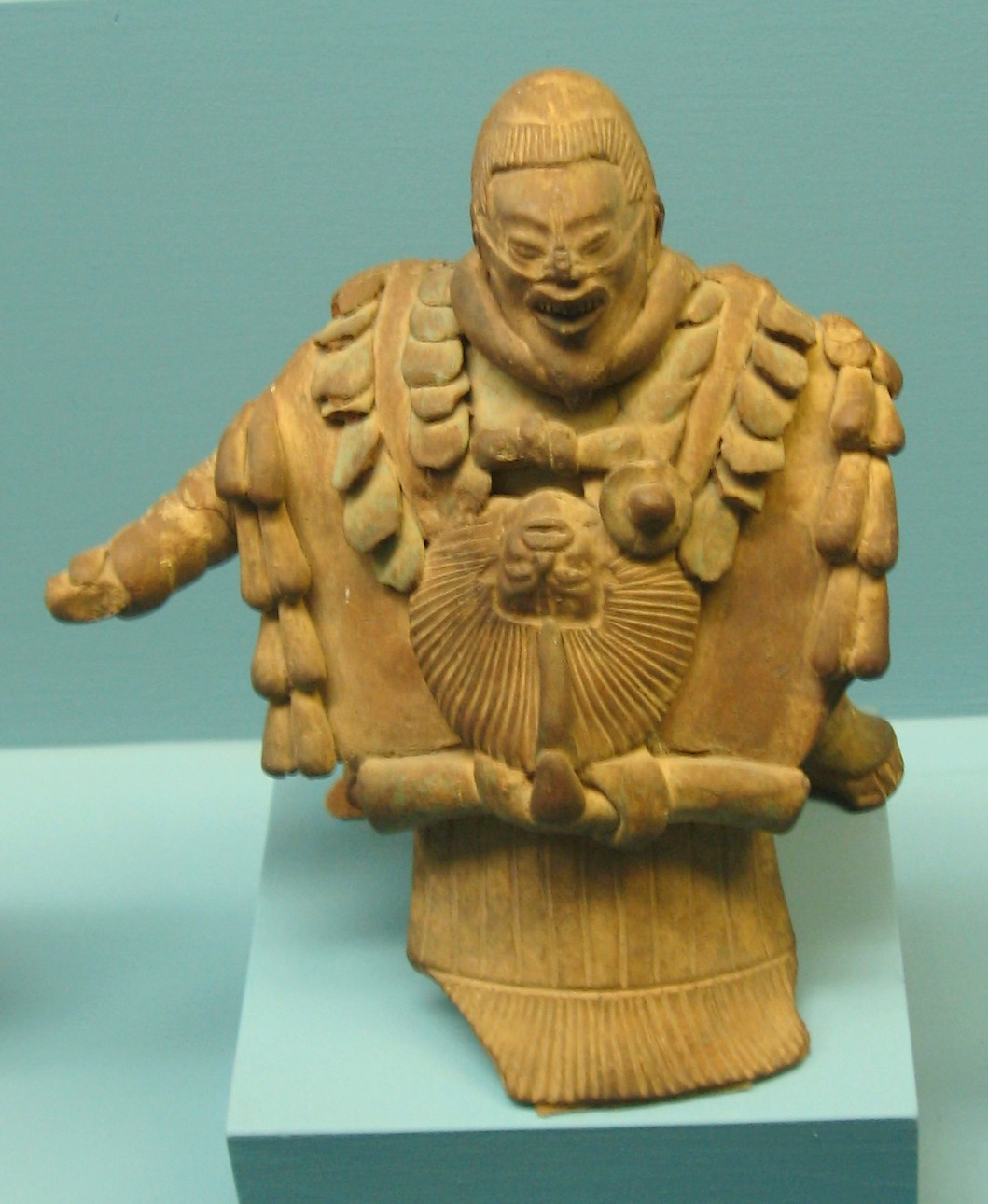
Figura en ceràmica de Jaina, feta a mà, exposada al Museu Americà d'Història Natural de Nova York
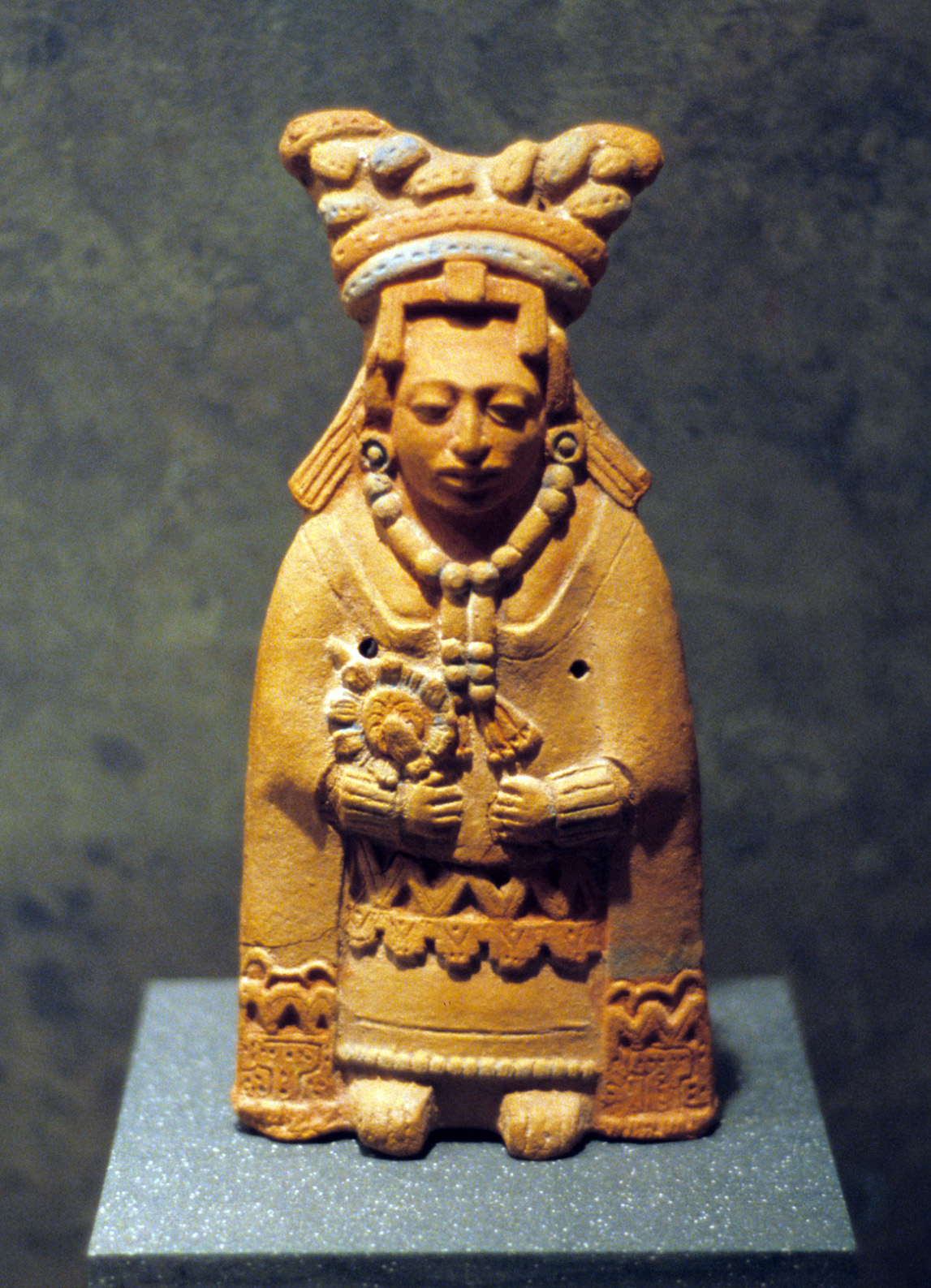
Figura de l'illa de Jaina, en motle, una dama
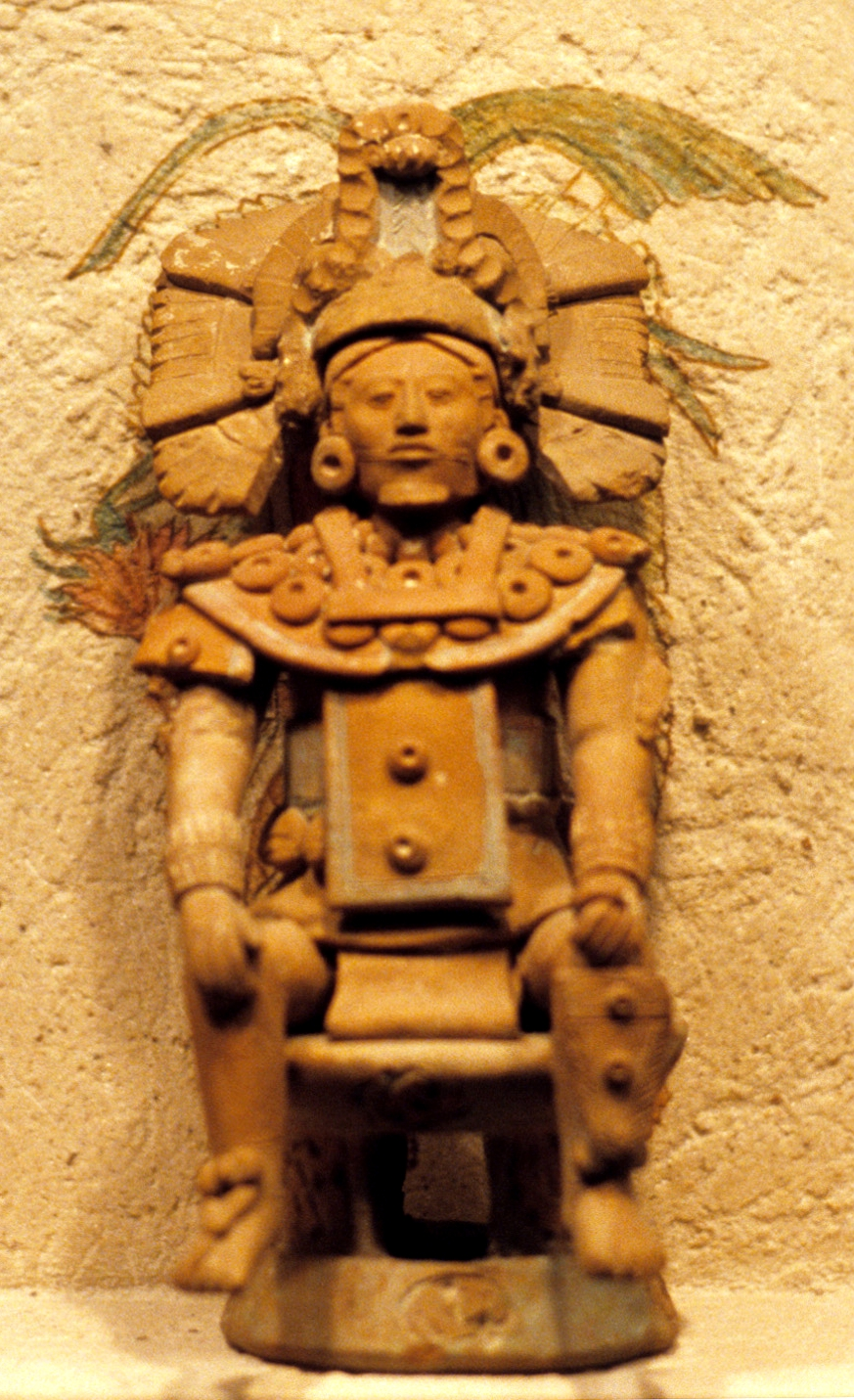
Figura de l'illa de Jaina, feta a mà, un noble
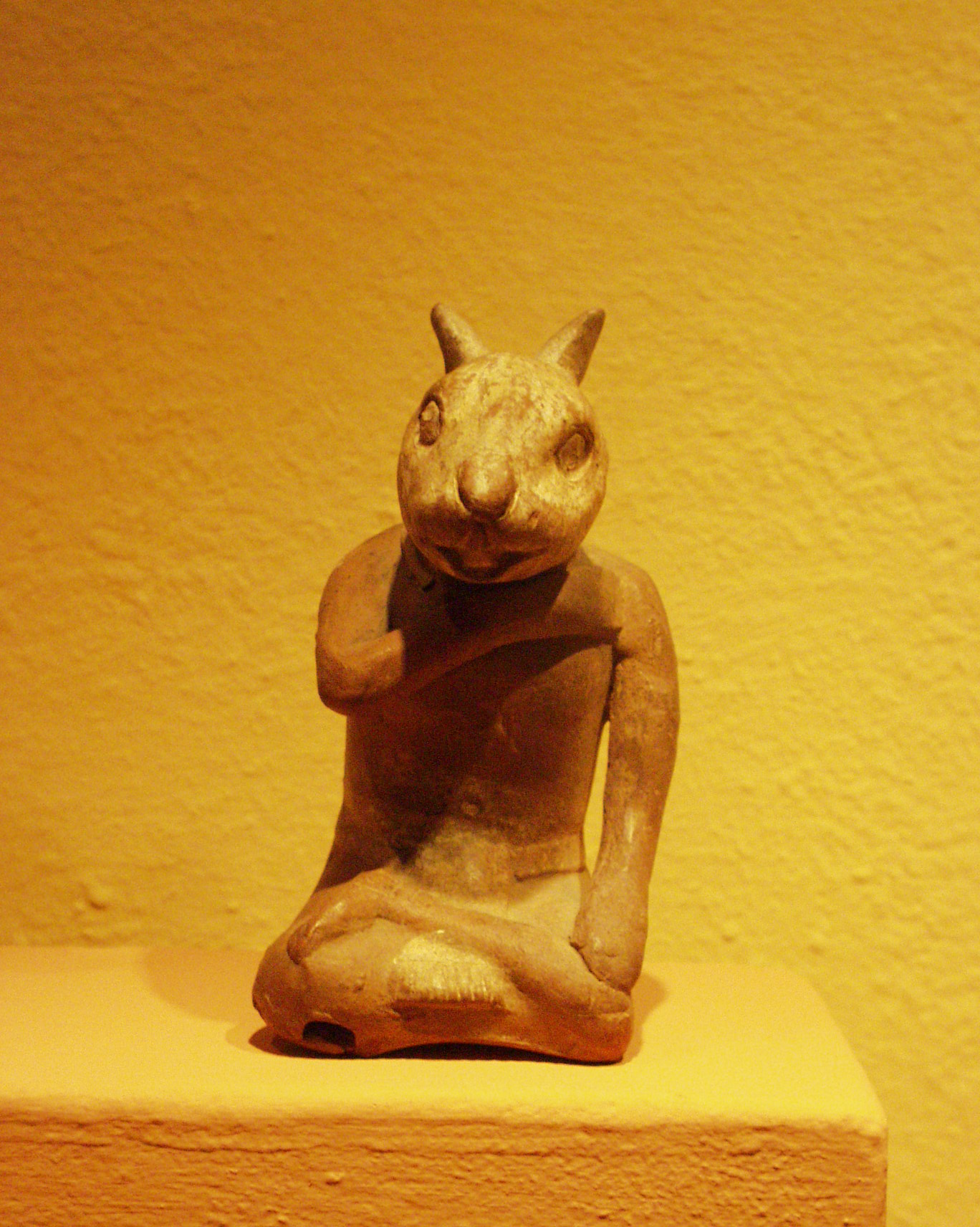
Figura zoomorfa de Jaina (700)